# Пейн, Дэвид Нил
Сэр Дэвид Нил Пейн (англ. David Neil Payne; род. 13 августа 1944, Льюис, Великобритания) — английский инженер. Специалист в области фотоники, в том числе участвовал в разработке усилителя сигнала в оптическом волокне и волоконного лазера .

## Карьера
- получил степень магистра в Саутгемптонском университете, затем работал в научно-исследовательских подразделениях Саутгемптонского университета, а также в собственных компаниях.

## Почётные звания
- член Лондонского королевского общества (1992)[2]
- член (fellow) Оптическое общество (OSA) (1996)
- иностранный член Норвежской академии наук (2004)
- член (fellow) Institution of Electrical Engineers (2004)
- член (fellow) Королевской инженерной академии наук Великобритании (2005)
- иностранный член Российской академии наук (2006) [3]
- иностранный член Индийской национальной академии наук (2019)

## Награды
- Премия Ранка (1991)
- John Tyndall Award (1991)
- C&C Prize (1993)
- Медаль Бенджамина Франклина (1998)
- Премия Эдуарда Рейна (2001)
- Mountbatten Medal (2001)
- Орден Британской империи (2004)
- IEEE Photonics Award (2007)
- призёр премии Технология тысячелетия (2008)[3]
- Премия Маркони (2008)
- Рыцарь-бакалавр (2013) [4]